# Behgjet Pacolli
Behgjet Pacolli (ur. 30 sierpnia 1951) – kosowski biznesmen i polityk, prezydent Kosowa od 22 lutego do 30 marca 2011 roku.

## Życiorys
Syn Isy i Nazmije. Wyemigrował z Jugosławii w wieku 20 lat do Niemiec. W Hamburgu ukończył studia z zakresu marketingu i zarządzania. Następnie podjął pracę w Austrii i Szwajcarii, w tym drugim kraju założył firmę budowlaną, która weszła na rynek rosyjski, zdobywając korzystne zamówienia. Pacolli zajmował się m.in. pracami restauracyjnymi moskiewskiego kremla. Wkrótce potem był zamieszany w skandal korupcyjny. Współpracownicy prezydenta Rosji Borysa Jelcyna byli wówczas podejrzanymi o przyjęcie łapówek w zamian za podpisanie kontraktów z firmą Pacollego. Śledztwo umorzono w 2002 roku z powodu braku dowodów.
Od 13 grudnia 2007 roku sprawował funkcję deputowanego do parlamentu Kosowa, jest szefem partii Sojusz Nowego Kosowa.
Przed wyborami zadeklarował wartość swojego majątku na poziomie 420 mln €. 19 lutego 2011 roku Pacolli podpisał umowę koalicyjną z Demokratyczną Partią Kosowa premiera Thaçiego, która gwarantowała mu poparcie DPK w wyborach prezydenckich w zamian za zachowanie stanowiska premiera przez Thaçiego. Ostatecznie Pacolli został wybrany 22 lutego 2011 w trzecim głosowaniu w parlamencie, ponieważ w dwóch poprzednich turach żadnemu kandydatowi nie udało się zdobyć wymaganych co najmniej ⅔ głosów deputowanych. Zdobył 62 głosy przy wymaganych 61. W głosowaniu wzięło udział 67 ze 120 deputowanych, opozycja zbojkotowała głosowanie ze względu na związki Pacollego z Rosją, która nie uznała niepodległości Kosowa. Brak wymaganego kworum, a także brak kontrkandydata spowodowały, że 30 marca 2011 Trybunał Konstytucyjny uznał wybór Pacollego za nieważny i wezwał prezydenta do ustąpienia. Pacolli podporządkował się wyrokowi i złożył dymisję. Zapowiedział też start w kolejnych wyborach. W 2012 został uhonorowany tytułem Honorowego Obywatela Korczy.